# Getaneh Kebede
Getaneh Kebede   (Addis Abeba, 2 d'abril de 1992), en amàric ጌታነህ ከበደ, és un futbolista etíop de la dècada de 2010.
Fou internacional amb la selecció de futbol d'Etiòpia.
Pel que fa a clubs, destacà a Dedebit, Bidvest Wits i Saint George S.C..